# مصطفى السلاب
مصطفى السلاب (1952 - 22 نوفمبر 2010 )، رجل أعمال وسياسي مصري.

## عن حياته
عمل في «مجموعة السلاب للسيراميك» التابعة لوالده وجده، ثم تولى رئاسة مجلس إدارتها والتي تولاه حتى وفاته. انتخب عضوًا في مجلس الشعب في دورتي عام 2000 و 2005 ، وكانت البداية عندما خاض الانتخابات التكميلية على مقعد الفئات بدائرة مدينة نصر ومصر الجديدة بعام 2002 ممثلًا للحزب الوطني الحاكم، كما خاض انتخابات مجلس الشعب عام 2005 على ذات المقعد، ودخل في منافسة شرسة أمام مرشحة جماعة الإخوان المسلمون الدكتورة مكارم الديري إلا إنه استطاع الاحتفاظ بالمقعد بعد خوض جولة الإعادة بعد تزوير واضح للانتخابات من قبل الحزب الوطنى. وشغل خلال عضويته في مجلس النواب منصب وكيل اللجنة الاقتصادية بالمجلس. كما أنه رئيس «جمعية مستثمري العبور».

## المرض والوفاة
أصيب بانفجار في المخ في أوائل شهر أكتوبر من عام 2010 أثناء تواجده في مدينة بولينا الإيطالية ممثلًا مصر في المعرض العالمي للسيراميك ونقل على إثره للعناية المركزة في المستشفى. وفي يوم 22 نوفمبر 2010 توفي متأثرًا بإصابته بالمرض.

## أسرته
هو نجل مصطفى كمال السلاب مؤسس مجموعة السلاب، وشقيق كلًا من المهندس الاستشاري محمد، والمهندس عبد العزيز رئيس الغرفة التجارية بالدقهلية، والمهندس أحمد، والدكتور رشدي رئيس قسم جراحة العظام بكلية الطب بجامعة المنصورة، والدكتور حسني رئيس قسم جراحة القلب والصدر بجامعة الأزهر، والمهندس طارق، والدكتورة شادية أستاذ طب الأطفال بكلية الطب بجامعة المنصورة.
وهو متزوج من حنان عبد الخالق حسن المغربي، ولهما من الأبناء:
- محمد :  شغل منصب وكيل لجنة الصناعة بالبرلمان المصري [5]
- حسام.
- أميرة.
- علياء.